# Johann Friedrich Fasch
Johann Friedrich Fasch (15. dubna 1688, Buttelstedt u Výmaru – 5. prosince 1758, Zerbst) byl německý hudební skladatel.

## Život

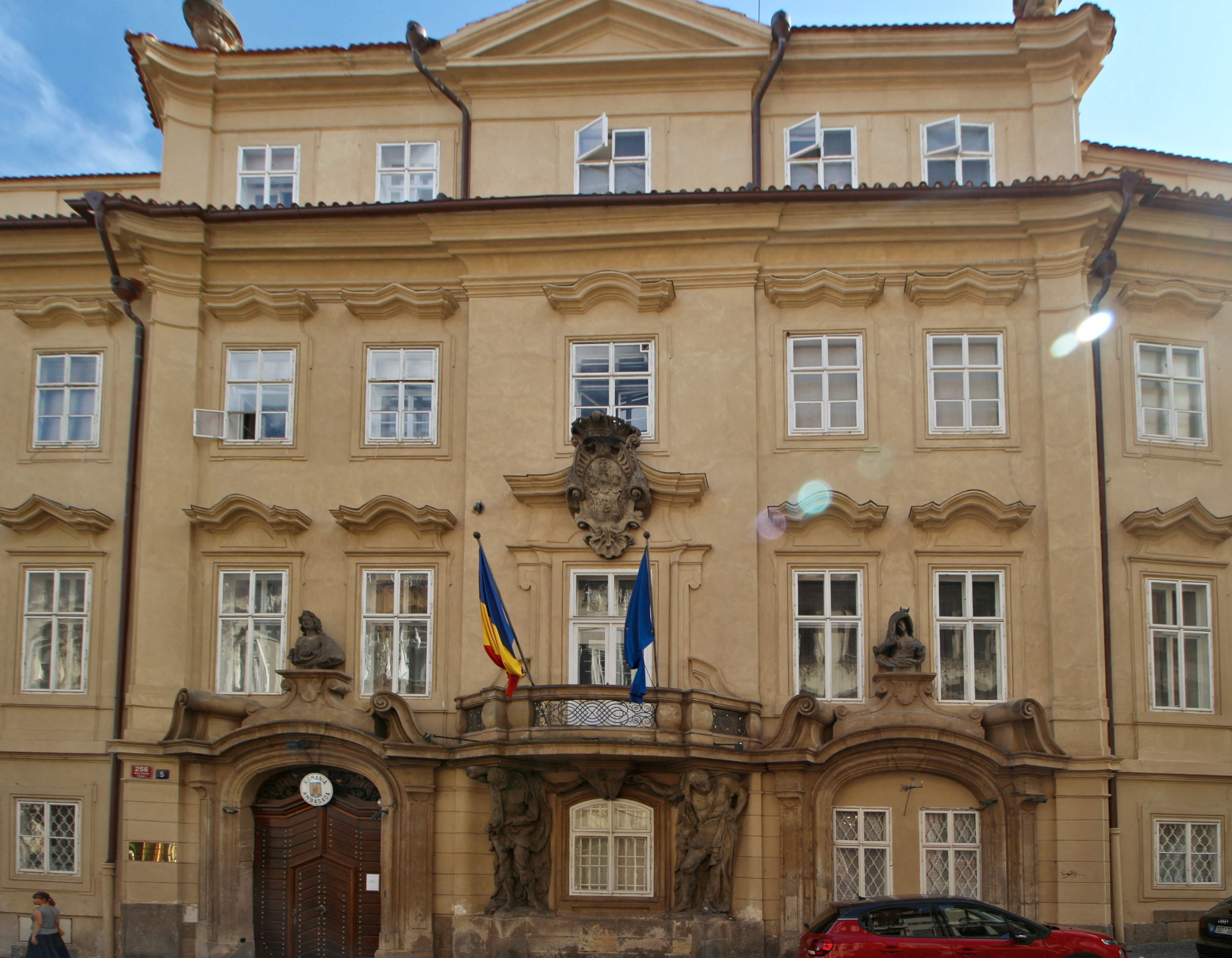
Morzinský palác na Malé Straně v Praze, místo působení kapely hraběte Václava z Morzinu.

Fasch byl první potomek školního řídícího Friedricha Georga Fasche a jeho ženy Sophie Wegerigové z Leißlingu u Weißenfelsu. Po smrti svého otce v roce 1700 Fasch odešel k bratrovi své matky, faráři Gottfriedu Wegerigovi do Göthewitzu. Zde se zřejmě také seznámil s operním skladatelem Reinhardem Keiserem.
Jako chlapec byl Fasch zpěvákem ve Weißenfelsu a Lipsku při Tomášském alumnátu pod vedením tomášského kantora Johanna Kuhnau. V letech 1711-1712 napsal své první opery pro naumburský operní dům a zeitzský/anhaltský vévodský dvůr, a roku 1713 odcestoval do Darmstadtu, aby se zde věnoval studiu umění skladby u Christopha Graupnera a Gottfrieda Grünewalda.
V letech 1714 až 1719 zastával post komorního písaře v Geře, v letech 1719 až 1721 byl varhaníkem v Greizu. Poté sloužil krátce jako kapelník u Václava hraběte Morzina v Praze, a konečně od roku 1722 jako dvorní kapelník v Srbišti, kde se 18. listopadu 1736 narodil jeho syn Carl Friedrich Christian Fasch.
Johann Friedrich Fasch byl ve své době považován za významného skladatele instrumentální hudby, jehož si cenil i Johann Sebastian Bach. Své hudební podněty stejně jako Johann Georg Pisendel získával v hudebních kruzích v Lipsku a v Itálii. Charakteristické pro jeho hudbu bylo zejména silné obsazení dechů a motivicko-tematická práce.
Zemřel 5. prosince 1758 v Srbišti (Zerbstu) ve věku 70 let.

## Výbor zdíla

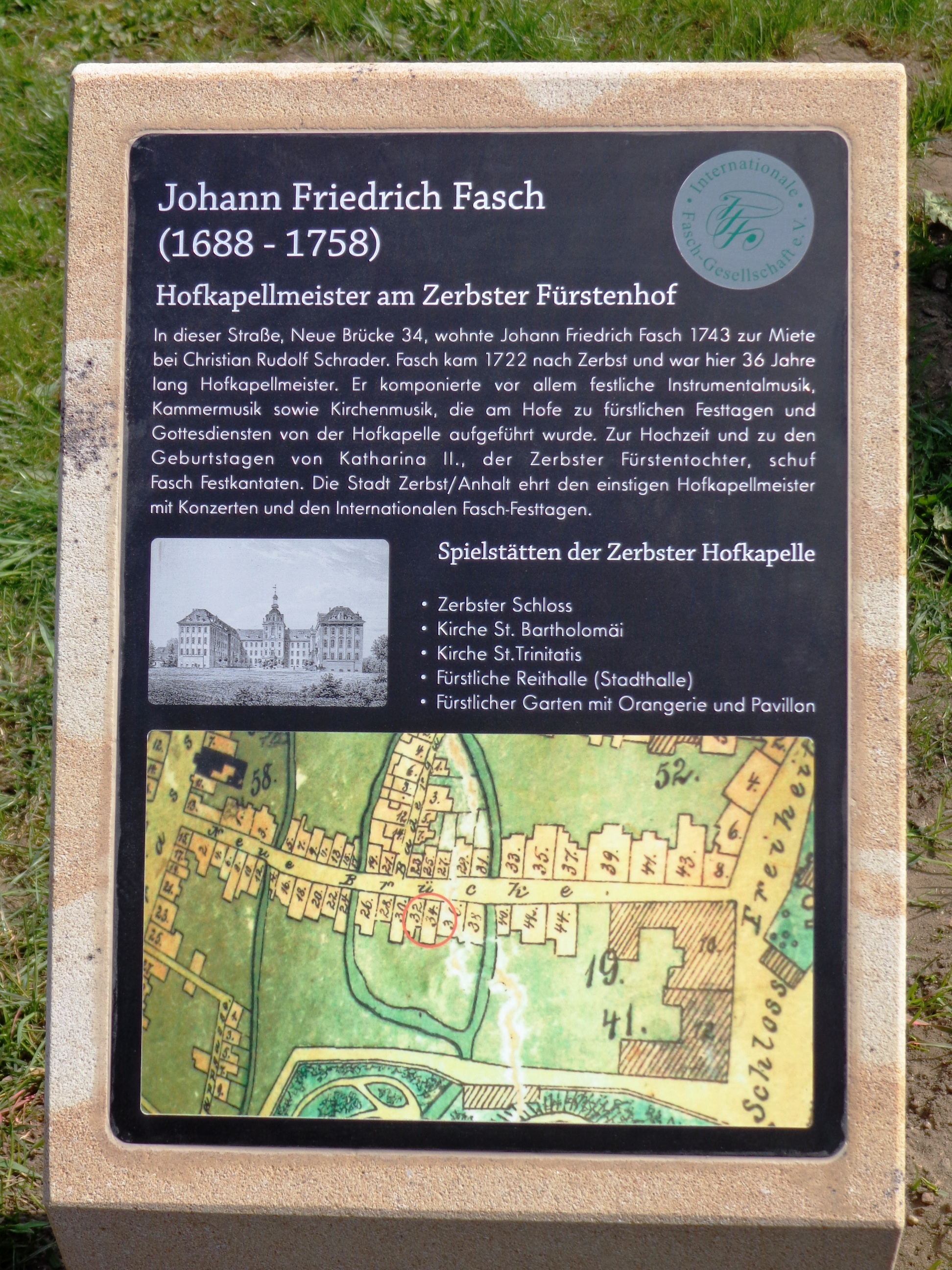
Pamětní deska Johannu Friedrichu Faschovi v Zerbstu

Fasch po sobě zanechal rozsáhlé dílo, čítající mj. 86 ouvertur, 19 symfonií, 20 orchestrálních koncertů, a také koncerty pro flétnu, hoboj (7), fagot (3) a housle (17) ad.
- hobojové koncerty
- 12 německých oper
- Kantáty (5 Jahrgänge)
- Passio Jesu Christi „Mich vom Stricke meiner Sünden“ (Brockes[1])
- Orchestrální suity
- Orchestrální koncerty
- Triové sonáty
- Koncert pro chalumeau

## Odkaz
Částečný odkaz Johanna Friedricha Fasche - 180 katalogových čísel s hudebními autografy, opisy – se nachází v hudebním oddělení SLUB Dresden (Signatur: Mus.2423-…).